# 大島僚太
大島 僚太（おおしま りょうた、1993年1月23日 - ）は、静岡県清水市（現：静岡市清水区）出身のプロサッカー選手。Jリーグ・川崎フロンターレ所属。ポジションはミッドフィールダー（MF）。元日本代表。

## 来歴

### プロ入り前
小学4年生の頃に清水FCのセレクションに合格している。
中学、高校は静岡学園に在学。高校2年時も控えに回ることが多く、高校3年時も怪我でインターハイは出場できなかった。2010年、全国大会の全日本ユース選手権ではレギュラーとして初出場し、青森山田高等学校や名古屋グランパスU-18、横浜F・マリノスユースを下し、ベスト4に導いた。高校卒業後は大学進学の予定だったが前述の大会での活躍がスカウトの目に留まり、11月に入って川崎入りが決定した。

### 川崎フロンターレ
2011年シーズンは高卒ルーキーながら、5月7日のヴィッセル神戸戦で後半28分に登里享平に代わり途中出場し、Jリーグデビューを果たした。7月23日のアルビレックス新潟戦では、主力の稲本潤一・中村憲剛・柴崎晃誠が揃って欠場したこともあり、初めてスターティングメンバーに名を連ねた。
2012年5月3日のジュビロ磐田戦でリーグ戦初ゴールを決めた。2016年から川崎に在籍する日本人で初めて背番号「10」を着けることが決まった。2017年もレギュラーとして出場し、クラブ初のリーグ優勝に貢献。
2018年シーズンは、ロシアW杯に選出されるものの出場は無かったが、クラブでは2年連続のリーグ優勝を果たし、自身はJリーグベストイレブンに初選出された。また、同年10月20日に行われたヴィッセル神戸戦で、川崎の細かなパスワークから最後に大島が挙げた得点が年間ベストゴール賞に選ばれた。
2019年シーズンは、2度の怪我によりリーグ戦19試合のみの出場に終えるも、怪我から復帰後初出場となったルヴァンカップ準決勝・鹿島戦でアシストでチームの決勝進出に貢献。10月26日に行われた決勝戦でも、小林悠の得点をアシストし、チームのルヴァンカップ初優勝に貢献した。

### 日本代表
2016年5月26日、キリンカップサッカー2016に出場するサッカー日本代表に初選出。7月、リオデジャネイロオリンピックの日本代表に選出。8月11日、第3戦のU-23スウェーデン代表戦では矢島慎也の得点をアシストする。日本代表監督のハリルホジッチからは、オリンピックでの奮闘を賞賛された。9月1日、アジア最終予選のアラブ首長国連邦代表戦でA代表として初出場した。2018 FIFAワールドカップの日本代表に選出。大会前は、ロシアW杯での日本代表のキーマンとして期待されていたが、事前合宿のテストマッチの最後の試合でポジションが同じである柴崎岳の活躍や自身の怪我の影響もあり、本大会では試合に出場する事は無くGKとDF登録以外の選手で唯一出番が無かった。2019年11月のキリンチャレンジカップ2019のメンバーに選出。12月にはEAFF E-1サッカー選手権2019に出場する日本代表メンバーも選出。

## 人物
類いまれなパスセンスや技術の高さ、プレースタイルが似ていることから「中村憲剛2世」と称されている。本人は理想の選手として漫画『キャプテン翼』の主人公・大空翼を挙げており、「いろんな選手の良いところを盗みたい」という姿勢や、好きな番号などは彼の影響だと発言している。
静岡学園高校出身で1学年下に伊東幸敏、木本恭生、長谷川竜也、福島春樹らがいる。2018年1月22日、テレビ朝日の番組「やべっちFC〜日本サッカー応援宣言〜」内で、昨年の9月に結婚していた事を自らの口で発表した。2021年10月のファン感謝デー内のトークショーにて、同年8月に第一子が誕生したことを報告している。趣味はルービックキューブ。
2023年5月13日放送のテレビアニメ『名探偵コナン』では、Jリーグ開幕30周年を記念したエピソード「Jリーグ決戦の舞台裏」（第1083話）が描かれ、大島が橘田健人（川崎）、松木玖生（FC東京）と共に登場する。なお、橘田と松木の声はそれぞれ本人が演じたが、大島は出演が叶わなかったため、大島役を中村憲剛が務めた。

## 所属クラブ
- 船越SSS（静岡市立清水船越小学校）
- 2005年 - 2007年 静岡学園中学校
- 2008年 - 2010年 静岡学園高校
- 2011年 -  川崎フロンターレ
  - 2014年 - 2015年  Jリーグ・アンダー22選抜

## 個人成績
| 国内大会個人成績 | 国内大会個人成績 | 国内大会個人成績 | 国内大会個人成績 | 国内大会個人成績 | 国内大会個人成績 | 国内大会個人成績 | 国内大会個人成績 | 国内大会個人成績 | 国内大会個人成績 | 国内大会個人成績 | 国内大会個人成績 |
| 年度             | クラブ           | 背番号           | リーグ           | リーグ戦         | リーグ戦         | リーグ杯         | リーグ杯         | オープン杯       | オープン杯       | 期間通算         | 期間通算         |
| 年度             | クラブ           | 背番号           | リーグ           | 出場             | 得点             | 出場             | 得点             | 出場             | 得点             | 出場             | 得点             |
| 日本             | 日本             | 日本             | 日本             | リーグ戦         | リーグ戦         | リーグ杯         | リーグ杯         | 天皇杯           | 天皇杯           | 期間通算         | 期間通算         |
| ---------------- | ---------------- | ---------------- | ---------------- | ---------------- | ---------------- | ---------------- | ---------------- | ---------------- | ---------------- | ---------------- | ---------------- |
| 2011             | 川崎             | 30               | J1               | 9                | 0                | 4                | 0                | 1                | 0                | 14               | 0                |
| 2012             | 川崎             | 30               | J1               | 20               | 3                | 3                | 0                | 3                | 0                | 26               | 3                |
| 2013             | 川崎             | 16               | J1               | 12               | 0                | 4                | 0                | 1                | 0                | 17               | 0                |
| 2014             | 川崎             | 16               | J1               | 28               | 0                | 4                | 1                | 2                | 0                | 34               | 1                |
| 2015             | 川崎             | 16               | J1               | 28               | 0                | 2                | 0                | 3                | 1                | 33               | 1                |
| 2016             | 川崎             | 10               | J1               | 24               | 2                | 0                | 0                | 2                | 0                | 26               | 2                |
| 2017             | 川崎             | 10               | J1               | 25               | 1                | 2                | 0                | 1                | 0                | 28               | 1                |
| 2018             | 川崎             | 10               | J1               | 29               | 2                | 0                | 0                | 2                | 0                | 31               | 2                |
| 2019             | 川崎             | 10               | J1               | 19               | 2                | 3                | 0                | 0                | 0                | 22               | 2                |
| 2020             | 川崎             | 10               | J1               | 23               | 3                | 5                | 1                | 2                | 0                | 30               | 4                |
| 2021             | 川崎             | 10               | J1               | 7                | 1                | 0                | 0                | 3                | 0                | 10               | 1                |
| 2022             | 川崎             | 10               | J1               | 11               | 1                | 0                | 0                | 0                | 0                | 11               | 1                |
| 2023             | 川崎             | 10               | J1               | 14               | 0                | 2                | 0                | 0                | 0                | 16               | 0                |
| 2024             | 川崎             | 10               | J1               | 14               | 0                | 1                | 0                | 0                | 0                | 15               | 0                |
| 通算             | 日本             | 日本             | J1               | 263              | 15               | 30               | 2                | 20               | 1                | 313              | 18               |
| 総通算           | 総通算           | 総通算           | 総通算           | 263              | 15               | 30               | 2                | 20               | 1                | 313              | 18               |

その他の公式戦
| 2015   | J-22   | -      | J3     | 1 | 0 | 1 | 0 |
| 通算   | 日本   | 日本   | J3     | 1 | 0 | 1 | 0 |
| 総通算 | 総通算 | 総通算 | 総通算 | 1 | 0 | 1 | 0 |

- 2018年
  - FUJI XEROX SUPER CUP 1試合0得点
- 2019年
  - FUJI XEROX SUPER CUP 1試合0得点

| 国際大会個人成績 | 国際大会個人成績 | 国際大会個人成績 | 国際大会個人成績 | 国際大会個人成績 |
| 年度             | クラブ           | 背番号           | 出場             | 得点             |
| AFC              | AFC              | AFC              | ACL              | ACL              |
| ---------------- | ---------------- | ---------------- | ---------------- | ---------------- |
| 2014             | 川崎             | 16               | 7                | 1                |
| 2017             | 川崎             | 10               | 6                | 0                |
| 2018             | 川崎             | 10               | 4                | 0                |
| 2019             | 川崎             | 10               | 3                | 0                |
| 2021             | 川崎             | 10               | 5                | 1                |
| 2022             | 川崎             | 10               | 0                | 0                |
| 2023-24          | 川崎             | 10               | 0                | 0                |
| 通算             | AFC              | AFC              | 25               | 2                |

出場歴
- Jリーグ初出場：2011年5月7日 J1第10節・ヴィッセル神戸戦（ホームズスタジアム神戸）
- Jリーグ初得点：2012年5月3日 J1第9節・ジュビロ磐田戦（等々力陸上競技場）

## タイトル

### クラブ
川崎フロンターレ
- J1リーグ：4回（2017年、2018年、2020年、2021年）
- FUJI XEROX SUPER CUP：3回（2019年、2021年、2024年）
- Jリーグカップ：1回（2019年）
- 天皇杯 JFA 全日本サッカー選手権大会：2回（2020年、2023年）

### 代表
U-23日本代表
- AFC U-23選手権2016（2016年）

### 個人
- Jリーグベストイレブン：1回（2018年）
- Jリーグ・優秀選手：4回（2014年、2016年 - 2018年）
- Jリーグ年間ベストゴール：1回(2018年)
- J30ベストアウォーズ ベストゴール (その他部門 [パスワーク等]、2023年)

## 代表歴

### 出場大会
- U-18日本代表
  - AFC U-19選手権2012 (予選)
- U-19日本代表
  - AFC U-19選手権2012
- U-21日本代表
  - AFC U-22アジアカップ2013（怪我のため辞退[25]）
  - 仁川アジア大会2014
- U-22日本代表
  - AFC U-23選手権 (予選)
- U-23日本代表
  - AFC U-23選手権2016
  - トゥーロン国際大会
  - キリンチャレンジカップ
  - リオデジャネイロオリンピック
- 日本代表
  - 2016年 - キリンカップサッカー2016
  - 2016年 - 2018 FIFAワールドカップ・アジア3次予選
  - 2017年 - EAFF E-1サッカー選手権2017
  - 2018年 - 2018 FIFAワールドカップ
  - 2019年 - EAFF E-1サッカー選手権2019

### 試合数
- 国際Aマッチ 7試合 0得点（2016年-2019年）

| 日本代表 | 国際Aマッチ | 国際Aマッチ |
| 年       | 出場        | 得点        |
| -------- | ----------- | ----------- |
| 2016     | 1           | 0           |
| 2017     | 1           | 0           |
| 2018     | 3           | 0           |
| 2019     | 2           | 0           |
| 通算     | 7           | 0           |

### 出場
| No. | 開催日         | 開催都市   | スタジアム                     | 対戦国           | 結果 | 大会                                    |
| --- | -------------- | ---------- | ------------------------------ | ---------------- | ---- | --------------------------------------- |
| 1.  | 2016年9月1日   | さいたま   | 埼玉スタジアム2002             | アラブ首長国連邦 | ●1-2 | 2018 FIFAワールドカップ・アジア最終予選 |
| 2.  | 2017年12月12日 | 東京       | 味の素スタジアム               | 中国             | ○2-1 | EAFF E-1サッカー選手権2017              |
| 3.  | 2018年3月23日  | リエージュ | スタッド・モーリス・デュフラン | マリ             | △1-1 | 国際親善試合                            |
| 4.  | 2018年5月30日  | 横浜       | 日産スタジアム                 | ガーナ           | ●0-2 | キリンチャレンジカップ2018              |
| 5.  | 2018年6月8日   | ルガーノ   | スタディオ・コルナレド         | スイス           | ●0-2 | 国際親善試合                            |
| 6.  | 2019年12月14日 | 釜山       | 釜山九徳スタジアム             | 香港             | ○5-0 | EAFF E-1サッカー選手権2019              |
| 7.  | 2019年12月18日 | 釜山       | 釜山アシアドメインスタジアム   | 韓国             | ●0-1 | EAFF E-1サッカー選手権2019              |